# 팍스 히스파니카

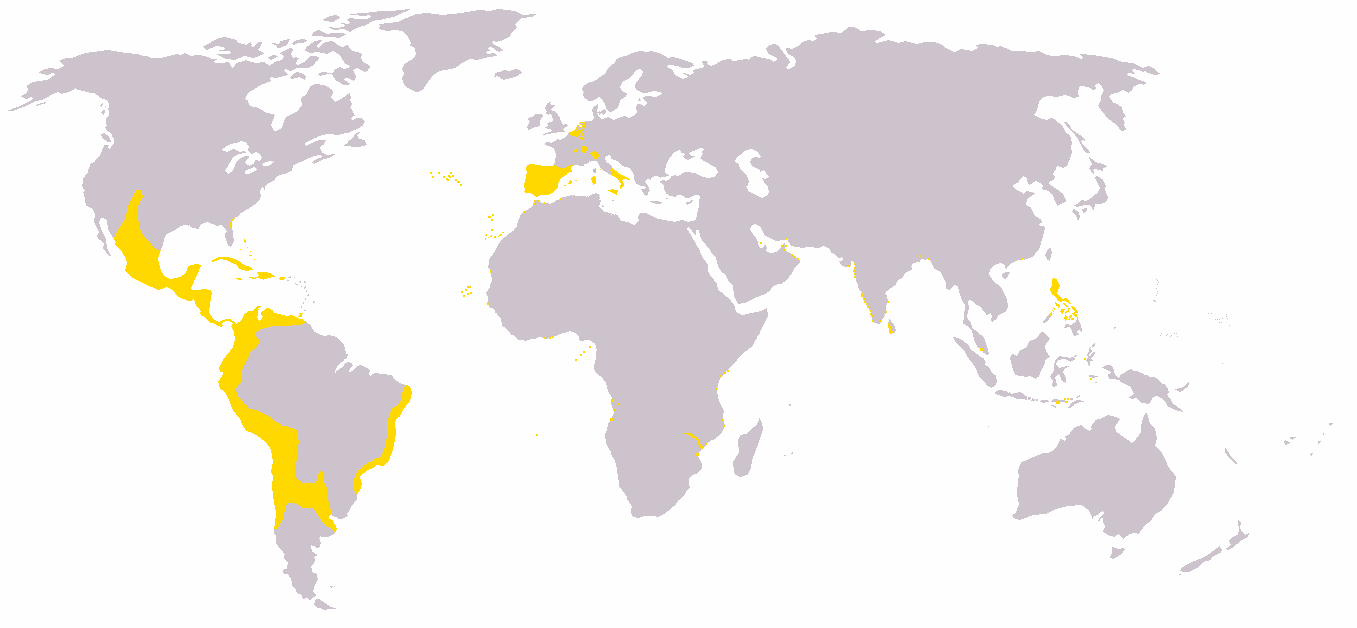
1598년

팍스 히스파니카(Pax Hispanica)는 히스파니아에 의한 평화, 즉 히스파니아(에스파냐)가 주관, 만들어가는 평화란 뜻이다. 대략 1598년에서 1621년까지의 시기를 말하는데, 이 평화는 에스퍄나가 프랑스, 영국, 네덜란드와의 경쟁에서 우위를 차지함으로 이루어졌다.